# SuperKEKB
SuperKEKB — це колайдер елементарних частинок, розташований у KEK (Науково-дослідна організація прискорювачів високих енергій) у Цукубі, префектура Ібаракі, Японія. SuperKEKB зіштовхує електрони з позитронами на енергії, близькій до маси резонансу Υ(4S). Колайдер призначений для так званої «B-фабрики» (інтенсивного джерела B-мезонів) Belle II. Прискорювач є модернізацією прискорювача KEKB, забезпечуючи приблизно в 40 разів більшу світність завдяки надпровідним квадрупольним фокусувальним магнітам. Перша циркуляція електронних і позитронних пучків у прискорювачі була досягнута у лютому 2016 р. Перші зіткнення пучків відбулися 26 квітня 2018 р. О 20:34 15 червня 2020 року SuperKEKB досяг найвищої у світі світності зіткнень, встановивши рекорд 2,22×1034 см−2с−1.

## Принцип роботи
Дизайн SuperKEKB використовує багато компонентів від KEKB. За нормальної роботи SuperKEKB зіштовхує електрони при 7 ГеВ з позитронами при 4 ГеВ (порівняно з KEKB при 8 ГеВ та 3,5 ГеВ відповідно). Отже, енергія зіткнень в системі центру імпульсу приблизно дорівнює масі резонансу Υ(4S) (10,57 ГеВ/c2). Прискорювач також буде іноді працювати при енергіях інших Υ резонансів, щоб отримати зразки інших B мезонів та власне Y резонансів. Асиметрія в енергії двох пучків забезпечує ненульовий релятивістський імпульс Лоренца для B-мезонів, що утворюються в результаті зіткнення. Це дозволяє вимірювати політ B-мезонів та виокремлювати їх від фону.
Напрямок пучка з більшою енергією визначає напрямок «вперед» і впливає на конструкцію більшої частини детектора Belle II.
Як і в випадку KEKB, SuperKEKB складається з двох кілець: одне для високоенергетичного пучка електронів (high-energy ring, HER) і друге для низькоенергетичного пучка позитронів (low-energy ring, LER). Прискорювач має периметр 3016 м із чотирма прямими секціями та експериментальними залами в центрі кожної з назвами «Цукуба», «Охо», «Фудзі» та «Нікко». Експеримент Belle II розташований у єдиній точці зіткнень в Цукуба-Холі.

## Світність
Цільова світність для SuperKEKB становить 8×1035 см−2с–1, що є в 40 разів більшою за світність у KEKB. Це досягається завдяки схемі «нано-пучків», вперше запропонованою для європейського експерименту SuperB (який в підсумку скасувано). У схемі «нанопучків» на SuperKEKB ширина пучків зменшується у вертикальному напрямку з допомогою магнітів. В той же час, збільшується кут перетину двох пучків, що в підсумку зменшує площу перетину. Світність ще більше збільшується вдвічі за рахунок більшого струму пучка, ніж у KEKB.
Завдяки використанню цієї технології, 15 червня 2020 року SuperKEKB встановив світовий рекорд найвищої світності у колайдерному експерименті: 2,22×1034 см−2с−1 . 21 червня 2020 року SuperKEKB побив власний рекорд і досягнув світності у 2,40×1034 см−2с–1. Попередній світовий рекорд 2,14×1034 см−2с−1 був досягнутий на ВАК у 2018 році.